# Hundsmarter
Der (auch die) Hundsmarter ist ein 848,4 m ü. NHN hoher Berg im sächsischen Erzgebirge, im Süden der Gemeinde Raschau-Markersbach. Er bildet das Ende eines vom Fichtelberg her, zwischen Großer Mittweida bzw. Kleiner Mittweida und Pöhlwasser, verlaufenden Bergrückens. Auf ihm befindet sich das zwischen 1970 und 1978 errichtete Oberbecken des Pumpspeicherwerkes Markersbach. Bei dessen Bau wurde der Gipfel des Berges abgeflacht. So bildet heute der Ringdamm des Oberbeckens mit 848,4 m ü. NHN den höchsten Punkt. 
Sein Name soll sich auf den früher über ihn verlaufenden, hauptsächlich mit Hundefuhrwerken betriebenen, Salztransport nach Böhmen zurückführen lassen. Andere historisch belegte Bezeichnungen des Berges sind Blöselstein bzw. Blösenstein.
Im Winter ist der Hundsmarter Ausgangspunkt für Skiwanderungen auf präparierten Loipen (Hundsmartertrasse) durch die hier beginnenden ausgedehnten Wälder des Fichtelberggebietes. Auch wegen seiner guten Fernsicht ins Westerzgebirge wird er gern besucht. Einmal jährlich findet hier zudem das Erzgebirgsradrennen, über bis zu 47 km Länge und 1250 Höhenmeter, statt. Dessen längste Tour führt, mit Start und Ziel nahe dem Unterbecken am Fuß des Berges, über den Höhenrücken und den Fichtelberg.